# 서산종합운동장
서산종합운동장(瑞山綜合運動場, Seosan Stadium)은 대한민국 충청남도 서산시에 있는 스포츠 시설이다. 천연잔디 필드와 스포츠플렉스 트랙이 갖춰진 스포츠 시설이다. 2001년 12월에 개장하였으며, 총면적 146.221m2에 총 관객 19,000명을 수용할 수 있다.

## 역사
'서산시 종합운동장 및 농어민 문화체육센터 건립 사업'의 일환으로 1997년 12월에 착공되었다. 공사 과정에서 총 사업비 285억 원이 투입되었으며, 2001년 9월 27일에 완공되었다. 종합운동장과 농어민 문화체육센터 및 실내 체육관, 8면의 테니스 코트로 구성되었는데 농어민 문화체육센터는 지금의 '서산시민체육관'으로 2,000여명을 수용할 수 있도록 설계되었다.
2011년 5월 15일에는 프로축구 K-리그 경기가 사상 처음으로 이곳에서 개최되었다. 현대오일뱅크 10차전 울산 현대와 제주 유나이티드 간의 경기였으며, 본래 울산에서 열릴 경기였지만 타이틀 스폰서인 현대오일뱅크가 프로축구연맹에 본사가 있는 서산에서 홈 경기를 치를 수 있도록 요청하면서 성사되었다. 이날 관객은 수용관객을 돌파한 21,755명이 찾은 것으로 집계되었다.

## 시설
서산종합운동장의 운동 시설은 주경기장과 실내 체육관인 서산시민체육관, 보조경기장, 테니스장, 헬스장, 탁구장, 국민체육센터 (수영, 헬스, 생활체육실)로 나뉜다. 세부 정보는 다음과 같다.
- 주경기장 : 잔디 축구장과 육상 트랙이 설치된 종합경기장으로 전체 면적은 17,5228m2, 수용인원은 19,000명이며 일반 관람석은 16,496석이다. 육상과 축구 종목 그리고 각종 체육행사에 사용된다. 전광판과 방송 장비가 갖춰져 있으며, 운동장 완공 당시에 설치된 성화대도 남아 있다. 운영시간은 오전 8시부터 오후 6시까지, 동절기인 10월부터 3월까지는 오전 9시부터 오후 6시까지 운영된다. 서산시민체육관 내 매표소에서 입장권을 구입한 뒤 이용 가능하며, 전용 사용은  서산시청 체육진흥과에 신청서를 접수해야 한다.[11]
- 보조경기장 : 잔디 축구장으로, 관람 좌석 424석과 스코어 전광판이 설치되어 있다. 운영 시간은 주경기장과 동일하며 전용 사용만 가능하다.[12]
- 서산시민체육관 : 실내 체육관으로 배드민턴, 배구, 농구, 탁구 종목과 각종 행사에 사용된다. 전체 면적 1,468.8m2에 수용인원은 2,668석이며 1-2층으로 나뉘어 있다. 지하에 탁구장이 설치되어 있는데 1,420m2 규모이며 수용인원 50명에 탁구대 17대가 설치되어 있다. 이용시간은 평일 오전 9시부터 오후 10시까지, 토요일과 공휴일은 오후 6시까지이며 일일사용은 배드민턴만 가능하다.[13]

단지 내에는 조경시설도 조성되어 있으며 분수대와 휴게공간이 있다. 주차장도 부대시설로 존재하며, 18,554m2 면적에 758대를 수용할 수 있다.

## 참고 문헌
- “서산종합운동장”. 서산시청.
- “서산종합운동장 주경기장”. 서산시청.
- 〈서산종합운동장〉. 《한국향토문화전자대전》. 한국학중앙연구원.[깨진 링크(과거 내용 찾기)]
- 《전국 공공체육 시설 현황 (2017년말 기준)》. 대한민국 문화체육관광부. 2019.
- 《2019년 전국 공공체육시설 현황 (2018년말 기준)》. 대한민국 문화체육관광부. 2020.
- 《2023 전국 공공체육시설 현황 (2022년 12월말 기준)》. 대한민국 문화체육관광부. 2024.